# Peter Hrstic
Peter Hrstic (Klagenfurt, 24 settembre 1961) è un ex calciatore austriaco, di ruolo centrocampista.

## Carriera

### Nazionale
Esordisce in Nazionale il 1º maggio 1985 contro i Paesi Bassi (1-1).

## Palmarès

### Club

#### Competizioni nazionali
- Coppa d'Austria: 2

Rapid Vienna: 1984-1985, 1986-1987
- Campionato austriaco: 3

Rapid Vienna: 1986-1987, 1987-1988
Tirol Innsbruck: 1988-1989